# Alexander Falk (Unternehmer, 1969)
Alexander Falk (* 25. Juli 1969) ist ein deutscher Unternehmer. Er wurde 2008 wegen versuchten gemeinschaftlichen Betruges und Bilanzfälschung sowie 2020 wegen Anstiftung zu gefährlicher Körperverletzung verurteilt.

## Leben
Alexander Falk, Sohn des Falk-Stadtplan-Verlegers Gerhard Falk (1922–1978) und dessen zweiter Frau Evelyn, wuchs in Hamburg-Blankenese auf, wo er 1989 das Abitur bestand. 1996 verkauften Alexander Falk und seine Schwester Janina ihre ererbten Anteile am Kartenverlag Falk für 50 Millionen DM an die Bertelsmann AG. Mit seinem Anteil am Verkaufserlös gründete und kaufte Alexander Falk anschließend mehrere Unternehmen im Bereich der New Economy.
Zunächst galt Falk als erfolgreicher Internet-Unternehmer. Ende 2000 verkaufte er sein Unternehmen ISION für 812 Millionen Euro an das britische Unternehmen Energis Communications Limited. Kurze Zeit später war Energis Communications zahlungsunfähig und strengte einen Prozess gegen Falk an. Ihm wurde vorgeworfen, durch Bilanzfälschung den Wert von ISION künstlich in die Höhe getrieben zu haben, um einen unrealistisch hohen Verkaufspreis zu erzielen. Falk bestritt jede Schuld. Der mitangeklagte Finanzvorstand gab zwar Scheinumsätze zu, nach seiner Ansicht hätten sie jedoch keinen Einfluss auf den Verkaufspreis gehabt.
Der Fall wurde von Dezember 2004 bis zum Mai 2008 am Landgericht Hamburg verhandelt. Vom 6. Juni 2003 bis zum 22. April 2005 befand sich Alexander Falk in Untersuchungshaft, während die Wertpapierhandels- und Investmentbank Hornblower Fischer AG, deren Mehrheitsgesellschafter Falk war, im Juli 2003 als Folge der Ermittlungen Insolvenz beantragen musste. Gemeinsam mit Falk waren vier ehemalige Manager der ISION angeklagt. Ihnen wurde unter anderem Betrug in einem besonders schweren Fall, Kursmanipulation und Steuerhinterziehung vorgeworfen. Der aufwändige Prozess (157 Verhandlungstage und 75 Zeugen) führte im Mai 2008 zur Verurteilung Falks zu vier Jahren Haft wegen versuchten gemeinschaftlichen Betruges und Bilanzfälschung. Die Revision der Verteidigung gegen dieses Urteil vor dem Bundesgerichtshof hatte keinen Erfolg, wodurch es rechtskräftig wurde. Nach Verbüßung von zwei Dritteln der Haftstrafe wurde Alexander Falk am 12. August 2011 aus der Justizvollzugsanstalt Glasmoor entlassen.
Im September 2012 wurde Falk in erster Instanz eines Zivilprozesses zur Zahlung von 209 Millionen Euro Schadensersatz an die Insolvenzverwaltung von Energis Communications verurteilt.
Am 4. September 2018 wurde bekannt, dass Alexander Falk auf Basis eines Haftbefehls des Amtsgerichts Frankfurt am Main in Hamburg-Altona festgenommen worden war. Begründet wurde dies mit dem Verdacht der versuchten Anstiftung zum Mord an einem Frankfurter Anwalt, dem am 7. Januar 2010 von einem Unbekannten ins Bein geschossen wurde. Der Anwalt war mit einer Zivilklage gegen Falk befasst, bei der es im Zusammenhang mit dem Ision-Verkauf um Schadenersatz in Millionenhöhe ging. Im Dezember 2018 meldeten deutsche Medien, die Staatsanwaltschaft Frankfurt am Main habe nunmehr Anklage wegen versuchter Anstiftung zum Mord und Anstiftung zur gefährlichen Körperverletzung gegen Falk erhoben. Der Schwurgerichts-Prozess begann im August 2019. Hauptbelastungszeuge war dabei Etem E. als Kronzeuge, der sich mittlerweile nicht mehr im Zeugenschutzprogramm befindet. Am 9. Juli 2020 verurteilte das Landgericht Frankfurt am Main Falk zu viereinhalb Jahren Haft wegen Anstiftung zu gefährlicher Körperverletzung. Die Revision des Angeklagten wurde nach mündlicher Verhandlung am 6. Juli 2022 vor dem 2. Strafsenat des Bundesgerichtshofs durch Urteil vom 23. November 2022 verworfen: die Überprüfung des Urteils habe keinen durchgreifenden Rechtsfehler zum Nachteil des Angeklagten ergeben.